# Ford Eifel

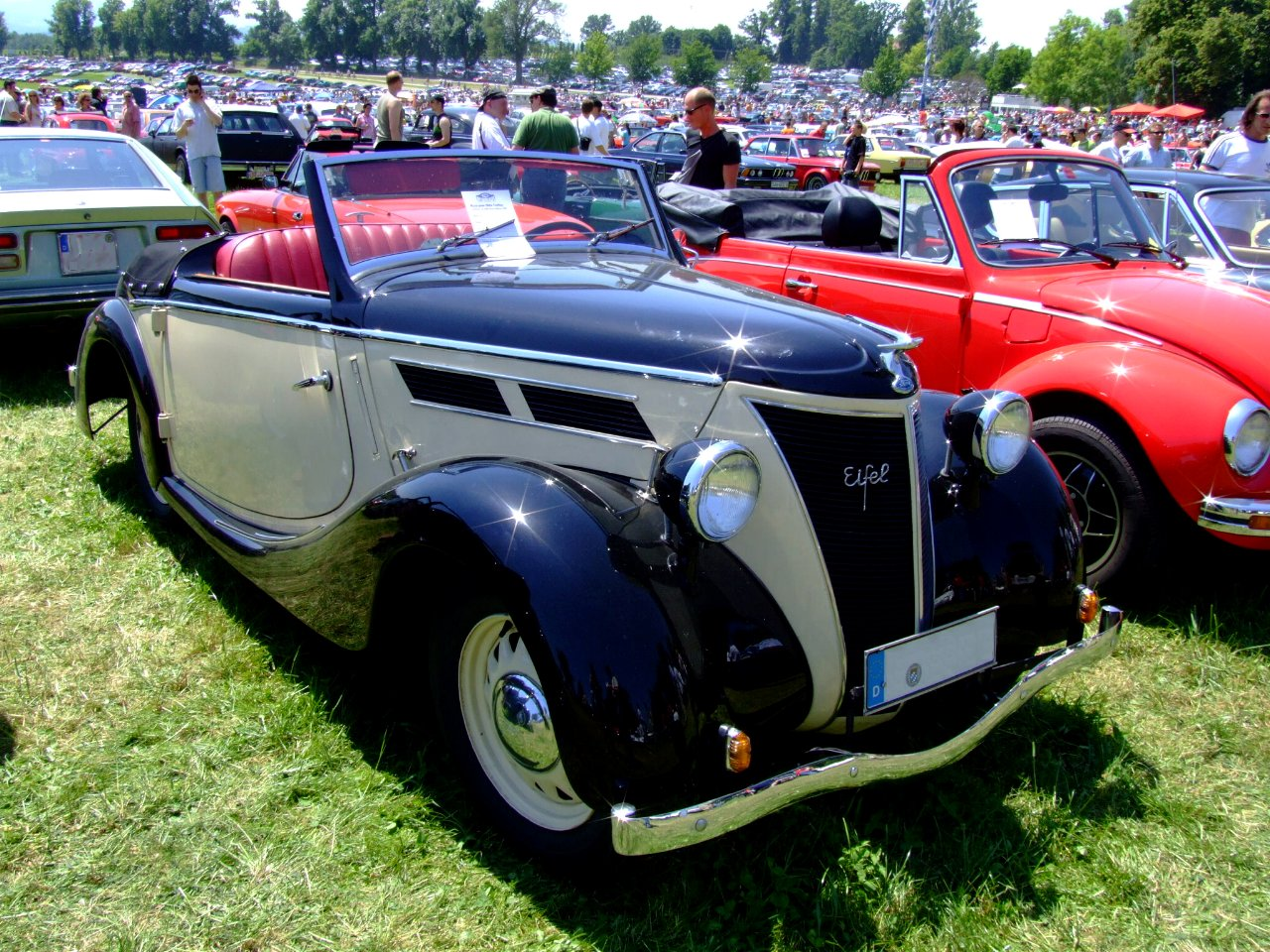
Ford Eifel 1938

Ford Eifel fue un coche fabricado por Ford Alemania entre 1935 y 1940 y entre 1937 y 1939 se ensambló en Hungría y Dinamarca. Está basado al Ford Modelo C de Inglaterra, y se relaciona con el Ford Anglia y Ford Prefect.
El motor fue un cuatro cilindros, 1.172 cc de cuatro tiempos da 34 CV (25 kW) a 4.250 rpm. Se hizo con varios tipos de carrocerías, Sedán dos puertas, Combi tres puertas, Cupé dos y cuatro plazas, Cabriolé dos y cuatro plazas, Semi-cabriolé dos puertas cuatro plazas y Furgoneta tres puertas. Reemplazó al Ford Köln y fue sustituido por el Ford Taunus.
El modelo lleva el nombre del rango Eifel de montaña en el oeste de Alemania.